# Pionpherta superba
Pionpherta superba är en stekelart som först beskrevs av Otto Schmiedeknecht 1900.  Pionpherta superba ingår i släktet Pionpherta och familjen brokparasitsteklar. Inga underarter finns listade i Catalogue of Life.